# Impending Doom (deutsche Band)
Impending Doom war eine deutsche Black-/Death-/Thrash-Metal-Band aus Thüringen.

## Geschichte
Die Band nahm 1995 das Demo Messias Abaddon auf und 1997 das Album Caedes Sacrilegae. Das 1998er-Album Signum of Hate erschien in unterschiedlichen Formaten bei Perverted Taste, Beverina Productions und Ketzer Records. Bei Apocalypse III. - The Manifested Purgatorium (2001) waren das Christhunt Productions, CD-Maximum und Cudgel.
2003 löst sich die Band auf.

## Stil
Das letzte Album der Band wurde als „deutlich härter, schneller und somit Death-Metal-lastiger“ bezeichnet. Die „alten Trademarks“ hätten „deutliche Celtic Frost- und Mayhem-Anleihen“.

## Diskografie

### Alben
- 1995: Messias Abaddon (Eigenveröffentlichung)
- 1997: Caedes Sacrilegae (Perverted Taste)
- 1998: Signum of Hate (Perverted Taste)
- 2001: Apocalypse III. - The Manifested Purgatorium (Cudgel)

### EPs
- 2000: Impending Doom / Exmortem – Cromlech / Berserker Legions (Perverted Taste)
- 2000: Blasphemy Incarnate (Deadly Art Production)